# 東谷玲衣奈
東谷 玲衣奈（とうこく れいな、1999年4月28日 - ）は、日本の女子バレーボール選手である。

## 来歴
神奈川県座間市出身。実父はガーナ人、実母は日本人というハーフ。小学2年次より地元のバレーボールクラブに通い、熊田康則らの指導を受ける。中学校は強豪校である八王子実践中学に進学。2014年12月に開催された全国都道府県対抗中学大会に出場し、エースとしてベスト4入りを果たす原動力となり、自らも優秀選手賞に輝いた。
2016年1月に開催された春高バレーでは準優勝に耀き、自らも優秀選手賞を受賞した。同年7月、全日本ジュニア代表に選出された。タイのナコンラチャシマで開催されたアジアジュニア選手権に出場し、決勝でフルセットの末に惜敗したが見事に準優勝の原動力となり、自らもベストアウトサイドスパイカー賞に耀いた。
2017年2月、共栄学園の菊地実結とのペアでアジアU-21女子ビーチバレーボール選手権に参加。初のビーチバレー国際大会となったが、出場19チーム中11位でフィニッシュした。
同年12月、プレミアリーグ（当時）のデンソーエアリービーズへの入団内定が発表された。2018年11月10日のV.LEAGUE Division1・埼玉上尾メディックス戦に途中出場し2得点をあげてVリーグデビューを果たした。
2022年、2021-22シーズン終了をもってデンソーを退団した。
2022-23シーズンはフィンランドのPuijo Wolleyでプレー。
2023年4月、韓国Vリーグの仁川興国生命ピンクスパイダーズにドラフト指名される。
2024年、デンソーエアリービーズへの復帰が発表された。
2025年4月11日、韓国VリーグのアジアクォータートライアウトドラフトでGSカルテックス・ソウルKIXXからの指名を受けた。

## 所属チーム
- SAMURAI LEGEND タイガース
- 八王子実践中学校
- 八王子実践高等学校（2015-2018年）
- デンソーエアリービーズ（2018-2022年）
- Puijo Wolley（2022-2023年）
- 仁川興国生命ピンクスパイダーズ（2023-2024年）
- デンソーエアリービーズ（2024-2025年）
- GSカルテックス・ソウルKIXX（2025年-）

## 受賞歴
- 2014年 - 全国都道府県対抗中学大会 優秀選手賞
- 2016年 - 全日本高等学校選手権大会 優秀選手賞
- 2016年 - アジアジュニア選手権 ベストアウトサイドスパイカー賞

## 個人成績
V.LEAGUEの個人成績は下記の通り（ファイナルステージ、VCup含む）。
| 大会            | チーム          | 出場     | 出場        | アタック | アタック | アタック | アタック | バックアタック | バックアタック | バックアタック | バックアタック | アタック 決定本数 | ブロック | ブロック       | サーブ | サーブ         | サーブ   | サーブ | サーブ | サーブ   | サーブレシーブ | サーブレシーブ | サーブレシーブ | サーブレシーブ | 総得点      | 総得点      | 総得点   | 総得点      |
| --------------- | --------------- | -------- | ----------- | -------- | -------- | -------- | -------- | -------------- | -------------- | -------------- | -------------- | ----------------- | -------- | -------------- | ------ | -------------- | -------- | ------ | ------ | -------- | -------------- | -------------- | -------------- | -------------- | ----------- | ----------- | -------- | ----------- |
| 大会            | チーム          | 試 合 数 | セ ッ ト 数 | 打 数    | 得 点    | 失 点    | 決 定 率 | 打 数          | 得 点          | 失 点          | 決 定 率       | セ ッ ト 平 均    | 得 点    | セ ッ ト 平 均 | 打 数  | ノ 丨 タ ッ チ | エ 丨 ス | 失 点  | 効 果  | 効 果 率 | 受 数          | 成 功 ・ 優    | 成 功 ・ 良    | 成 功 率       | ア タ ッ ク | ブ ロ ッ ク | サ 丨 ブ | 得 点 合 計 |
| V1 2018-19      | デンソー        | 9        | 20          | 140      | 50       | 11       | 35.7     | 10             | 0              | 2              | 0.0            | 2.50              | 3        | 0.15           | 69     | 0              | 0        | 3      | 20     | 6.2      | 92             | 36             | 19             | 49.5           | 50          | 3           | 0        | 53          |
| V1 2019-20      | デンソー        | 25       | 41          | 265      | 76       | 19       | 28.7     | 68             | 20             | 9              | 29.4           | 1.85              | 8        | 0.20           | 89     | 2              | 3        | 3      | 23     | 11.2     | 48             | 21             | 11             | 55.2           | 76          | 8           | 5        | 89          |
| V1 2020-21      | デンソー        | 22       | 50          | 243      | 94       | 13       | 38.7     | 15             | 1              | 2              | 6.7            | 1.88              | 8        | 0.16           | 63     | 0              | 0        | 8      | 16     | 3.2      | 172            | 75             | 35             | 53.8           | 94          | 8           | 0        | 102         |
| V1 2021-22      | デンソー        | 33       | 88          | 370      | 140      | 13       | 37.8     | 10             | 2              | 2              | 20.0           | 1.59              | 10       | 0.11           | 89     | 0              | 1        | 4      | 17     | 4.8      | 73             | 29             | 13             | 48.6           | 140         | 10          | 1        | 151         |
| 通算：4シーズン | 通算：4シーズン | 89       | 199         | 1018     | 360      | 56       | 35.4     | 103            | 23             | 15             | 22.3           | 1.81              | 29       | 0.15           | 310    | 2              | 4        | 18     | 76     | 6.6      | 385            | 161            | 78             | 51.9           | 360         | 29          | 6        | 395         |